# Michaël Garçon
Michaël Garçon est un musicien, compositeur, arrangeur et remixer français, né à Montreuil (Seine-Saint-Denis) le 9 juin 1971. Il est membre du groupe de rock français A.S Dragon et de Poney Express.

## Biographie
Michaël Garçon est né le 9 juin 1971 à Montreuil. Il est titulaire d'un diplôme d'architecture.

### Musique
En 1999, il rejoint le groupe Kojak, comme clavier sur la tournée du premier album, puis comme co-compositeur sur le second album, Every Room On Every Floor. 
Son groupe A.S Dragon sort deux albums, Spanked (2002) et Va chercher la police (2005) sur le label Tricatel. Le groupe accompagne de nombreux artistes, parmi lesquels Bertrand Burgalat, Michel Houellebecq, Alain Chamfort, Jacno ou Valérie Lemercier. Dans l'émission Le Ben & Bertie Show, AS Dragon accompagne d'autres artistes, tels Daniel Darc, Dick Rivers, Charles Dumont, Tony Allen, Jean-Jacques Debout ou Winston McAnuff.
Michaël Garçon joue en tant que clavier sur les tournées d'Adrienne Pauly, Jean-Louis Murat, Bertrand Burgalat, Poney Express ou Uncovered QOTSA. Il est compositeur sur l'album d'Adrienne Pauly (Adrienne Pauly, 2006, Warner) et de Poney Express (Palladium, 2010, Atmosphériques). Il joue également sur l'album d'Emma Daumas (Le chemin de la maison, 2008), de Jacno, Thomas Fersen ou Bertrand Burgalat. Michael Garçon joue les claviers sur la musique de la publicité 118 218.
Michaël Garçon a remixé de nombreux artistes parmi lesquels Yuksek, Corine, Cléa Vincent ou encore Kid Francescoli. Il sort par ailleurs le morceau original Sneaky Games en 2014 sur le label Partyfine. 
Michaël Garçon est également technicien et spécialiste des synthétiseurs vintage. Les développeurs de la marque UVI font appel à lui pour participer à la conception de plug-in.

## Discographie

### Albums

#### En tant que membre d'A.S Dragon
- 2001 : Bertrand Burgalat meets A.S Dragon (Tricatel)
- 2003 : Spanked (Tricatel)
- 2006 : Va chercher la police (Tricatel, Naïve)

#### En tant que membre dePoney Express
- 2010 : Palladium (Atmosphériques)

### Singles
- 2014 : Sneaky Games (Partyfine)

## Remixes
- Yuksek : Last of Our Kinds (feat. Oh Land)
- Corine : Il Fait Chaud
- Cléa Vincent : Château Perdu
- Animal : L'animal
- Bertrand Burgalat : Bardot's Dance
- Jef Barbara : Soft to the Touch
- Kid Francescoli : Blow Up
- Catastrophe : Party in My Pussy
- Natalia Moscou : Je Suis un Garçon Sensible (feat. Philippe Katerine)
- Donna Regina : Lightyears
- Florent Marchet : Heliopolis
- Bertrand Burgalat : Ultradevotion
- A.S Dragon : Dirty
- A.S Dragon : One Two Three Four Boys